# Skewen
Skewen (en galés, Sgiwen) es un pueblo dentro de la ciudad del condado de Neath Port Talbot, en Reino Unido.

## Historia
Skewen fue en el pasado una ciudad industrial. Teniendo una serie de minas por todo el pueblo (ver enlace abajo). La Corona Real y Minas de Cobre de Obras y Cheadle y Neath Abadía Ferretería industrial fueron sitios importantes debido a su cercanía. El antiguo lugar de carga superior de los altos hornos también se puede ver en la Abadía de Neath. Al sur de Skewen se encuentra el pueblo de Llandarcy, el lugar del país con la primera refinería de petróleo. El sitio de esta antigua refinería de petróleo está siendo desarrollado como una villa urbana llamada Coed Darcy, un desarrollo apoyado por el Príncipe de Gales y la Fundación para el Medio Ambiente Construido.

## Monumentos de interés
Las ruinas de la Abadía de Neath, es un antiguo monasterio cisterciense en desuso, ahora al cuidado de la organización del gobierno Cadw, encargada de proteger estos patrimonios. En Mynydd Drumau al norte de la aldea se encuentra una piedra en pie antiguo conocido como el Bica Carreg (o Maen Bradwen que se traduce en Inglés como "la roca blanca de la traición").